# Willys Jeepster
La Willys Jeepster (chiamata anche Willys-Overland Jeepster o  Jeep Jeepster) è una autovettura prodotta dal maggio 1948 al 1950 dalla Willys-Overland.
Venne sviluppata dalla Willys come un primo tentativo di autovettura rispetto ai pick up e fuoristrada fino allora prodotti dall'azienda. Il nome Jeepster è stato poi ripreso nel 1966 su un nuovo modello, la Jeepster Commando C101.